# Глинщикова, Фаина Ивановна
Фаина Ивановна Глинщикова (8 января 1933, Тейково, Ивановская область — 1 августа 2015, Благовещенск) — российский учёный-селекционер. Кандидат сельскохозяйственных наук (1974), доцент (1986), профессор. Занималась селекцией плодово-ягодных культур для промышленного и любительского садоводства Приамурья.

## Биография
Родилась 8 января 1933 года в городе Тейково Ивановской области.
Окончила Уманский сельскохозяйственный институт (1959), работала заведующей Амурским ГСУ плодово-ягодных культур (1965—1976), в Благовещенском сельскохозяйственном институте (ФГБОУ ВО «Дальневосточный государственный аграрный университет») в должности старшего преподавателя (1976—1982), доцента (1982—2006), профессора (2006—2009), руководителем научно-исследовательской лаборатории (НИЛ) «Селекция, плодово-ягодных культур» ДальГАУ (1978—2008), ведущим научным сотрудником НИЛ «Плодовые, ягодные и декоративные культуры» Дальневосточного ГАУ (с 2008 по 2015 гг.).
С её работ в Амурской области начался новый этап селекции плодовых и ягодных культур, она обобщила опыт селекционеров-самоучек и начала выведение районированных сортов на научной основе.
Скончалась 1 августа 2015 года в городе Благовещенске Амурской области.

## Достижения и награды
Вывела более 40 сортов плодово-ягодных растений, из них 21 были приняты на государственное сортоиспытание, 6 сортов районированы, на них получены авторские свидетельства (два сорта груши Лада амурская и Русаковская, сорт сливы Людмила, клоновый подвой для сливы М-10, сорт чёрной смородины Амурский консервный, сорт малины Дочь Амурчанки). Опубликовала более 60 научных трудов и методических разработок, подготовила двух кандидатов наук.
За успехи в работе в 2003 году награждена Почётной грамотой областного Совета народных депутатов, а в 2008 году за вклад в научные разработки по выведению новых сортов плодово-ягодных культур награждена Почетной грамотой Министерства сельского хозяйства Амурской области. В 2012 году получила золотую медаль за издание книги «Огород, сад и виноградник в Приамурье», предназначенной для садоводов-любителей.